# James Neilson
James Neilson (n. 2 de noviembre de 1940 en West Ewell, Inglaterra) es un escritor, editorialista y periodista inglés radicado en Argentina desde mediados de la década de 1960. Es hijo de padre escocés y madre anglo-argentina.

## Trayectoria
Se educó en el Colegio "Reigate Grammar School". Ingresó al periodismo trabajando en un diario de Teherán, Irán.
En 1966, se radicó en Argentina, donde se desempeñó en el periódico Buenos Aires Herald, primero como editorialista y columnista de política y luego como director (1979 - 1986). 
Es columnista especial de la revista "Noticias" y del diario "Río Negro" y fue columnista del diario "Página 12".
Ha escrito para medios extranjeros como El País de Madrid, The Observer, The Sunday Times y Encounter de Londres.

## Premios
- Konex 2007, diploma al mérito por análisis político escrito.

## Libros
- 1979 La vorágine argentina.
- 1985 Los hijos de Ariel.
- 1991 El fin de la quimera.
- 2000 Camus en Fuerte Apache.
- 2001 En tiempo de oscuridad.